# آیتوو (شهرستان میاکینسکی، باشقیرستان)
آیتوو (انگلیسی: Aitovo, Miyakinsky District, Republic of Bashkortostan) یک شهرک در شهرستان میاکینسکی استان باشقیرستان کشور روسیه است.